# Ausfallbürgschaft
Die Ausfallbürgschaft (auch Schadlosbürgschaft genannt) ist ein Sonderfall der Bürgschaft nach § 765 BGB. Sie dient im Kreditgeschäft der Ergänzung von Sicherheiten. 
Die Besonderheit der Ausfallbürgschaft liegt in Abgrenzung zur allgemeinen Bürgschaft darin, dass der Bürge erst dann eintreten muss, wenn der Gläubiger bei der Zwangsvollstreckung gegen den Schuldner nur teilweise oder auch gar nicht erfolgreich war. Voraussetzung ist also, dass feststeht, dass der Hauptschuldner als zahlende Person ausfällt. Der Nachweis darüber gehört zur Klagbegründung.
Zur Verdeutlichung: In der Praxis reicht die Zwangsvollstreckung in die Immobilien, Maschinen und sonstigen Mobilien des Schuldners häufig nicht aus, um die zugrunde liegende Hauptforderung aus dem Verwertungserlös zu decken. Damit bleiben Restkreditbeträge offen, für die der Ausfallbürge in einem zweiten Haftungsschritt einzutreten hat, denn der Ausfallbürge kommt im Anschluss an die Zwangsvollstreckung für den dann noch offenen und nachgewiesenen Differenzbetrag auf. Der Ausfall ist somit ein anspruchsbegründender Tatbestand.
Die Ausfallbürgschaft ist im BGB nicht geregelt, aber durch die Rechtsprechung des BGH bestätigt.

## Modifizierte Ausfallbürgschaft
Die sogenannte modifizierte Ausfallbürgschaft wurde von der Kautelarpraxis entwickelt, weil der Nachweis von Forderungsausfällen durch Zwangsvollstreckungsmaßnahmen zeitraubend sind und der Wirtschaftsverkehr nach unkomplizierten Wegen sucht. Gläubiger und Ausfallbürgen vereinbaren darin, wann der Ausfall als eingetreten gelten soll. So wird entweder ein Zeitpunkt (z. B. „3 Monate nach Kreditfälligkeit“, „Eröffnung des gerichtlichen Insolvenzverfahrens“) oder ein Ereignis (z. B. „Zahlungseinstellung des Hauptschuldners“, „Nichtzahlung fälliger Zins- und Tilgungsbeträge“) als Ausfall fixiert und zum Bürgschaftsfall deklariert.